# سان، مالی
سان (به لاتین: San) یک منطقهٔ مسکونی در مالی است که در San Cercle واقع شده‌است.
 سان ۱۵۵ کیلومتر مربع مساحت و ۶۸٬۰۷۸ نفر جمعیت دارد و ۲۷۹ متر بالاتر از سطح دریا واقع شده‌است.

## خواهرخوانده
شهر شومون، اوت مارن خواهرخواندهٔ سان، مالی هست.